# Ozero Mosjno (sjö i Belarus, Vitsebsks voblast, lat 55,09, long 29,99)
Ozero Mosjno (ryska: Озеро Мошно) är en sjö i Belarus.   Den ligger i voblasten Vitsebsks voblast, i den nordöstra delen av landet, 200 km nordost om huvudstaden Minsk. Ozero Mosjno ligger 149 meter över havet. Arean är 0,78 kvadratkilometer. Den sträcker sig 2,4 kilometer i nord-sydlig riktning, och 1,1 kilometer i öst-västlig riktning.
I omgivningarna runt Ozero Mosjno växer i huvudsak blandskog. Runt Ozero Mosjno är det ganska tätbefolkat, med 139 invånare per kvadratkilometer.